# 바이스시티
바이스시티(Vice City)는 비디오 게임 《그랜드 테프트 오토》, 《그랜드 테프트 오토: 바이스 시티》, 《그랜드 테프트 오토: 바이스 시티 스토리즈》에 등장하는 미국의 가상 도시이다. 마이애미를 모델로 한 도시로, 미국 동해의 가상의 리조트 도시이다.